# Рцхилати
Рцхилати (груз. რცხილათი) — село в Грузии, на территории Чиатурского муниципалитета края (мхаре) Имеретия.

## География
Село находится на западе центральной части Грузии, на берегах реки Буджа, на расстоянии приблизительно 11 километров (по прямой) к западо-северо-западу от города Чиатура, административного центра муниципалитета. Абсолютная высота — 580 метров над уровнем моря.

## Население
По результатам официальной переписи населения 2014 года, в Рцхилати проживало 450 человек (223 мужчины и 227 женщин). В национальной структуре населения грузины составляли 100 %.
| Год  | Население, человек |
| ---- | ------------------ |
| 2002 | 876                |
| 2014 | ↘ 450              |